# Marco Dreosto
Marco Dreosto, né le 18 mars 1969 à Spilimbergo, est un homme politique italien, membre de la Ligue du Nord. Il est député européen du 2 juillet 2019 au 12 octobre 2022. Il est sénateur depuis le 13 octobre 2022.